# XML
Em informática, XML (Extensible Markup Language) é um tipo de linguagem de marcação da organização de padrões W3C, derivada da linguagem SGML, usada para compartilhamento fácil de informações através da internet, como documentos com dados organizados hierarquicamente para ser usado por diferentes sistemas informatizados (portabilidade); ou seja, tem o objetivo de garantir que documentos codificados seguindo regras possam ser transportados de um ambiente (hardware e software) para outro sem perder informação, usando a potencialidade e flexibilidade da SGML de forma simplificada.
É um dos subtipos da SGML (acrônimo de Standard Generalized Markup Language, em português: Linguagem Padronizada de Marcação Genérica) uma linguagem padrão ISO 8879 que são capazes de descrever diversos tipos de dados.

## Tipos
Entre as linguagens baseadas em XML estão:
- XHTML, eXtensible Hypertext Markup Language, formato para páginas web;
- SDMX, Statistical Data and Metadata eXchange;
- SMIL, Synchronized Multimedia Integration Language;
- MathML, Mathematica Markup Language, formato para expressões matemáticas;
- NCL, Nested Context Language;
- XBL, XML Binding Language;
- XSIL, Extensible Scientific Interchange Language;
- SVG, Scalable Vector Graphic, formato gráfico vetorial;
- OWL, Ontology Web Language, linguagem web para ontologia;
- RDF, Resource Description Framework, Estrutura para Descrição de Recursos;
- RDFS, Resource Description Framework Schema, (Esquema para Estrutura para Descrição de Recursos;[5][6]
- JSX, JavaScript Extensible Markup Language, uma extensão de sintaxe para JavaScript para escrevee a interface do usuário de forma semelhante ao HTML, de forma declarativa deixando o código legível e intuitivo, é muito usado no no React.[7]

A principal característica do XML, de criar uma infraestrutura única para diversas linguagens, é que linguagens desconhecidas e de pouco uso também podem ser definidas sem maior trabalho e sem necessidade de serem submetidas aos comitês de padronização.

## História
A primeira linguagem de marcação criada foi a SGML no final da década de 1960 com o objetivo de construir um sistema portável para manipulação de documentos. O desenvolvimento da SGML possibilitou o surgimento do HTML (HyperText Markup Language) no final da década de 1980, criado pelo pesquisador Berners-Lee, revolucionando a maneira de visualização das páginas online na Web. Atualizado em 2014 o HTML está na versão HTML5, que unificou tais melhorias e princípios.
Em 1996, o engenheiro Jon Bosak desenvolveu o XML (eXtensible Markup Language) também com base na linguagem SGML, com o intuito de utilizar as marcações para descrever a estrutura dos conteúdos, usando a potencialidade e flexibilidade da linguagem SGML de forma simplificada (embora sendo a forma restrita de SGML, o XML conserva todo o poder das características do antecessor sem a sua complexidade). Em 2000, foi desenvolvida a XHTML (eXtensible Hypertext Markup Language), combinando as linguagens HTML e XML. Sendo responsável pela melhoria na exibição de páginas online e na acessibilidade do conteúdo.

## Características
Em meados da década de 1990, o World Wide Web Consortium (W3C) começou a trabalhar em uma linguagem de marcação (do inglês: markup language) que combinasse a flexibilidade da SGML com a simplicidade da HTML. O princípio do projeto era criar uma linguagem que pudesse ser lida por software, e integrar-se com as demais linguagens. Sua filosofia seria incorporada por vários princípios importantes:
- Separação do conteúdo da formatação
- Simplicidade e legibilidade, tanto para humanos quanto para computadores
- Possibilidade de criação de tags sem limitação
- Criação de arquivos para validação de estrutura (chamados DTDs)
- Interligação de bancos de dados distintos
- Concentração na estrutura da informação, e não na sua aparência

O XML é um formato para a criação de documentos com dados organizados de forma hierárquica, como se vê, frequentemente, em documentos de texto formatados, imagens vetoriais ou bancos de dados.
Pela sua portabilidade, já que é um formato que não depende das plataformas de hardware ou de software, um banco de dados pode, através de uma aplicação, escrever em um arquivo XML, e um outro banco distinto pode ler então estes mesmos dados.

## Exemplo
Este exemplo demonstra a sintaxe flexível do XML sendo usada para descrever uma receita de pão:
```
<?xml version="1.0" encoding="ISO-8859-1"?>

<receita
 
nome=
"pão"
 
tempo_de_preparo=
"5 minutos"
 
tempo_de_cozimento=
"1 hora"
>

  
<titulo>
Pão
 
simples
</titulo>

  
<ingredientes>

    
<ingrediente
 
quantidade=
"3"
 
unidade=
"xícaras"
>
Farinha
 
de
 
Trigo
</ingrediente>

    
<ingrediente
 
quantidade=
"7"
 
unidade=
"gramas"
>
Fermento
</ingrediente>

    
<ingrediente
 
quantidade=
"1.5"
 
unidade=
"xícaras"
 
estado=
"morna"
>
Água
</ingrediente>

    
<ingrediente
 
quantidade=
"1"
 
unidade=
"colheres de chá"
>
Sal
</ingrediente>

  
</ingredientes>

  
<instrucoes>

    
<passo>
Misture
 
todos
 
os
 
ingredientes,
 
e
 
dissolva
 
bem.
</passo>

    
<passo>
Cubra
 
com
 
um
 
pano
 
e
 
deixe
 
por
 
uma
 
hora
 
em
 
um
 
local
 
morno.
</passo>

    
<passo>
Misture
 
novamente,
 
coloque
 
numa
 
bandeja
 
e
 
asse
 
num
 
forno.
</passo>

  
</instrucoes>

</receita>

```

Onde temos na primeira linha:
```
<receita
 
nome=
"pão"
 
tempo_de_preparo=
"5 minutos"
 
tempo_de_cozimento=
"1 hora"
>

```

"Receita" é o nome principal para o seu documento. Note que a semelhança entre XML e HTML é grande, na 1ª linha abrimos a tag Receita e na última linha a fechamos, como em HTML, assim se estendendo por todo o exemplo.

## Vantagens e desvantagens
Com relação aos outros "formatos universais para intercâmbio de dados" já propostos e experimentados, o XML apresenta diversas vantagens técnicas, mas são as vantagens não-técnicas que o tornam um tópico de tão grande importância:
- É um padrão "de fato" e formalmente: num universo onde cada desenvolvedor e cada fabricante tem a liberdade de criar e impor seu próprio formato, a aceitação do XML tem sido vista como o seu maior trunfo
- Tem sua origem em uma instituição de padronização das mais abertas e dinâmicas, o W3C
- Baseia-se na experiência de sucesso do SGML, sendo considerado inclusive o "sucessor da SGML"

### Vantagens técnicas
- É baseado em texto simples
Com relação aos formatos não-texto (binários), um debate existe desde os tempos do SGML, mas ainda hoje a comunidade de usuários e desenvolvedores prefere o texto ao binário, e as opções do tipo txt.zip (texto comprimido) tais como o OpenDocument são a saída mais largamente adotada
- Suporta Unicode, permitindo que a maior parte da informação codificada em linguagem humana possa ser comunicada
- Pode representar as estruturas de dados relevantes da computação: listas, registros, árvores
- É autodocumentado (DTDs e XML Schemas): o próprio formato descreve a sua estrutura e nomes de campos, assim como valores válidos
- A sintaxe restrita e requerimentos de parsing tornam os algoritmos de análise mais eficientes e consistentes
- É editável, devido à popularidade do XML nos dias de hoje, com diferentes níveis de automação, em qualquer ambiente:
  - Sem automação: editores txt antigos, tais como vi
  - Com recurso automático de destaque: a maior parte dos editores txt modernos oferece recursos para destaque de XML (distinção visual entre tag, atributo e conteúdo)
  - Com recursos de visualização e controle (folding) da hierarquia: editores txt mais especializados e editores simples acoplados a navegadores
  - Com recursos de validação e análise sintática: ferramentas um pouco mais sofisticadas, orientadas a programadores, tais como as IDEs, ou orientadas a conteúdo, tais como editores XHTML, ambos vêm se adaptando para lidar com outros formatos XML, interpretando DTD, XSLT ou XSD

### Desvantagens técnicas
As desvantagens em geral se restringem às aplicações que não demandam maior complexidade, tais como vetores, listas associativas (chave-valor) e informações relativas a configuração, em que o bom senso estabelece a melhor escolha (entre o XML ou um formato menos popular).
O "XML simples" pode ser substituído por formatos mais simples, como properties, TOML, YAML, JSON e Simple Outline XML. Os principais critérios para se avaliar a demanda por um formato mais simples são:
- Velocidade: a grande quantidade de informação repetida prejudicando a velocidade de transferência real de informação (quando esta é transportada na forma de XML)
- Editabilidade txt: o arquivo "XML simples" (como se pode ver nos exemplos acima) pode ser bem pouco intuitivo, dificultando sua edição com editores txt por pessoas leigas, mais ainda no caso de volume de dados muito grandes, onde o XML pode sequer ser facilmente editável por pessoas experientes

O formato properties, por exemplo, é mais fácil de ser editado por leigos, por ser apenas uma lista de itens do tipo chave-valor, e o JSON é um exemplo de um formato mais prático e rápido em contexto Javascript.
O exemplo abaixo equivale ao exemplo da receita de pão e demonstra como um XML, mesmo sendo sintaticamente válido, pode ficar de difícil leitura quando criado por ferramentas geradoras de código. A interpretação e a edição de grandes arquivos XML não indentados são ainda mais complexas para todos, leigos ou experientes:
```
<?xml version="1.0" encoding="ISO-8859-1"?>
<receita
 
nome=
"pão"
 
tempo_de_preparo=
"5 minutos"
 
tempo_de_cozimento=
"1 hora"
>
    
<titulo>
Pão
 
simples
</titulo>
    
<ingredientes>
        
<ingrediente
 
quantidade=
"3"
 
unidade=
"xícaras"
>
Farinha
</ingrediente>
        
<ingrediente
 
quantidade=
"7"
 
unidade=
"gramas"
>
Fermento
</ingrediente>
     
<ingrediente
 
quantidade=
"1.5"
 
unidade=
"xícaras"
 
estado=
"morna"
>
Água
</ingrediente><ingrediente
 
quantidade=
"1"
 
unidade=
"colheres de chá"
 
>
Sal
</ingrediente>
    
</ingredientes>
    
<instrucoes>
        
<passo>
Misture
 
todos
 
os
 
ingredientes,e
 
dissolva
 
bem.
</passo>
        
<passo>
Cubra
 
com
 
um
 
pano
 
e
 
deixe
 
por
 
uma
 
hora
 
em
 
um
 
local
 
morno.
</passo>
    
<passo>
Misture
 
novamente,
 
coloque
 
numa
 
bandeja
 
e
 
asse
 
num
 
forno.
</passo></instrucoes></receita>

```

## Uso com Banco de Dados
Um dos principais requisitos para a integração de sistemas de informações é a existência de um mecanismo que possa mediar e compatibilizar a troca de informações entre sistemas que utilizam diferentes formas de representações. O XML para banco de dados é uma forma de resolver esse problema, utilizando uma técnica que faz essa interação de dados de uma forma que não seja perdida ou deixada nenhuma informação relevante contida em qualquer uma das bases de dados que serão integradas.

### Quando Usar
Se será necessário ou não armazenar as informações de uma determinada aplicação em um formato XML, deve-se analisar o objetivo de armazená-las e a forma como elas serão recuperadas. Se, por exemplo, futuramente uma aplicação utilizará apenas o formato XML, é recomendado já armazená-la nesse formato.
Abaixo, segue uma lista com possíveis cenários onde a utilização desse formato é de grande utilidade:
- Se for necessário armazenar um bloco de informações e posteriormente recuperá-lo inteiramente;
- Onde é necessário garantir compatibilidade com sistemas de armazenamentos, que podem não aceitar tipos de dados;
- Quando é necessário recuperar um documento em XML.

### XML em SGBD Relacionais
Como qualquer outro tipo de informação, um documento XML tende a ser armazenado em um banco de dados. E uma das formas de armazenar estes documentos é utilizando SGBD relacionais (Sistema de gerenciamento de banco de dados relacionais). Utilizar esta forma de armazenamento é vantajosa, pois esta já é uma tecnologia bastante utilizada e muito bem desenvolvida, o que a torna uma plataforma bem estável para utilização.
Para armazenar os dados em XML em um banco de dados relacional, uma das formas a ser utilizada é através do tipo de dados CLOB. Se utilizador desta forma, o banco de dados não  conhecerá a estrutura desta informação, servindo apenas como um repositório de dados.

### SGBDs habilitados a XML
De maneira geral, um SGBD que é habilitado para XML,  realiza uma leitura de toda a estrutura de um documento XML e mapeia seus elementos , criando tipos de dados abstratos, de acordo com o XML facilitando o armazenamento e o processamento destes dados.

### Integrando XML com Banco de Dados
A linguagem SQL define alguns operadores que quando utilizados em um banco de dados, geram um resultado dentro do padrão de XML.
Alguns exemplos de interações quando utilizado o SGBD são:
XMLELEMENT -  Transforma os valores contidos no modelo relacional em estrutura XML;
XMLFOREST - Cria uma lista (Floresta) de elementos XML  onde cada Operador produz um novo elemento;

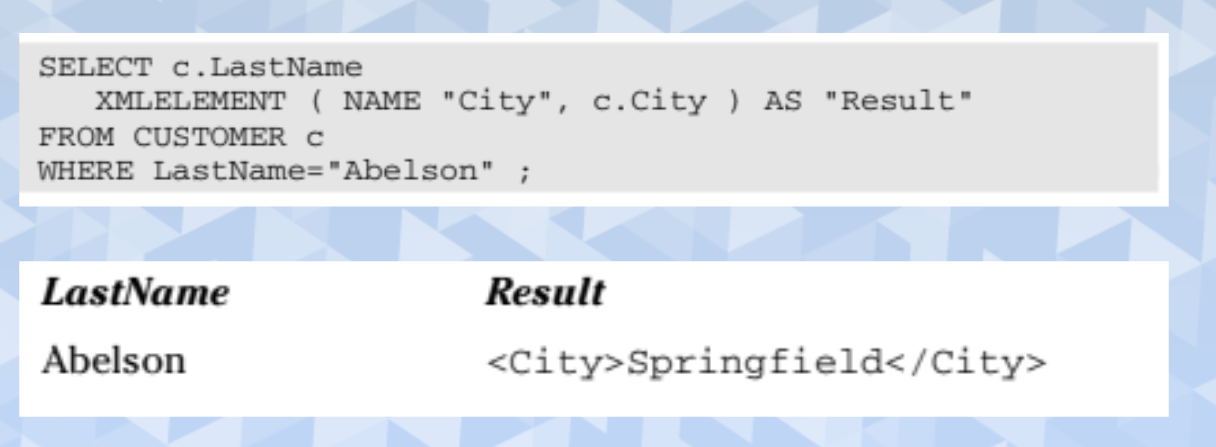
XMLELEMENT
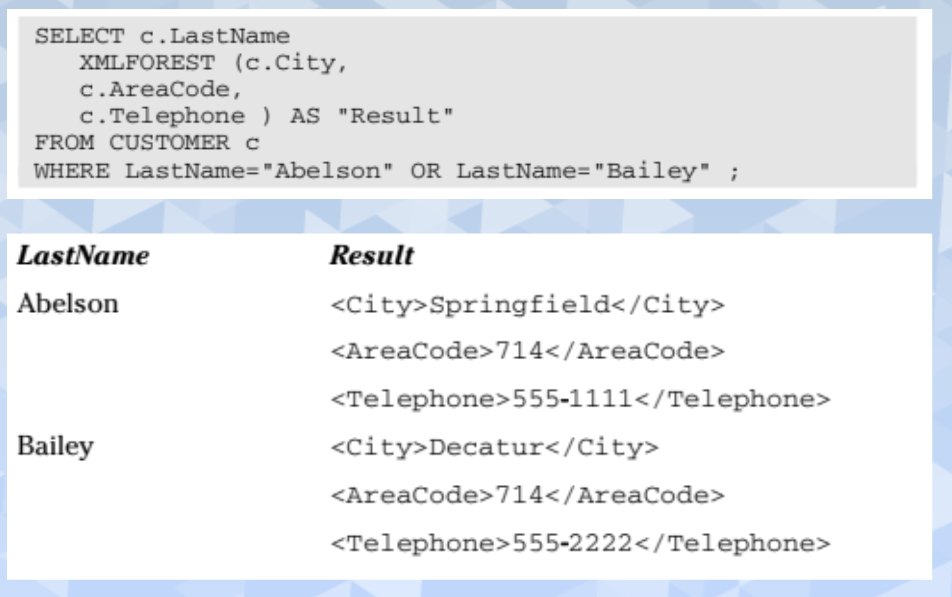
XMLFOREST

## Regras para a boa formação
- Todo documento XML, além da tag introdutória, deve ter um único elemento (tag) que sirva como raiz para todos os demais elementos do documento;
- XML é case sensitive, portanto difere letras maiúsculas e minúsculas, devendo tomar cuidado com o uso de CamelCases.
- Todo elemento XML deve ser iniciado e fechado, exceto o que define a versão do XML usada e outras definições de tag única, exemplo <system opera="ligado" onde="aqui" />.
- Comentários em XML são iguais ao HTML (<!--comentário-->) .